# Antoni z Martkopi
Antoni z Martkopi (gruz. ანტონ მარტყოფელი) (zm. VI w.) – święty mnich chrześcijański.
Według hagiografii pochodził z Syrii. W młodości wstąpił do klasztoru założonego przez mnicha Jana i razem z nim opuścił pustynię w Syrii jako jeden z dwunastu wybranych uczniów. Razem z innymi mnichami z wspólnoty kierowanej przez Jana żył następnie na górze Zaden (późniejsza Zedazeni), uznawany przez miejscową ludność za świętego ascetę i cudotwórcę. Następnie na polecenie Jana opuścił górę, by razem z mnichami Stefanem, Józefem i Zenonem udał się do Kachetii, gdzie działał już inny uczeń Jana, biskup Abibos
W Kachetii zamieszkał w dolinie Lonoat, gdzie założył monaster. Szybko stał się on celem pielgrzymek wiernych, proszących Antoniego o modlitwę i poradę duchową. Poszukując samotności, mnich odszedł z klasztoru i zamieszkał w górach Akrian na słupie. Przeżył w ten sposób osiemnaście lat. Po śmierci został pochowany w klasztorze w Lonoat. Zwany był "Światłym Słońcem Stylitów".